# Mount Foraker
A Mount Foraker egy hegy a központi Alaszkai-hegységben, a Denali Nemzeti Parkban, 23 km-re délnyugatra a Denalitól. Ez a második legmagasabb csúcs az Alaszkai-hegységben, és a negyedik legmagasabb az Egyesült Államokban.
A hegyet Lt. J. S. Herron nevezte el 1899-ben Joseph B Foraker amerikai szenátorról. Az északi csúcsát először 1934. augusztus 6-án mászták meg, a magasabb délit négy nappal később, augusztus 10-én C.S Houston, T.G. Brown és Chychele Waterston.
A hegyet a Denalival együtt az oroszok Bolshaya Gorának vagy Nagy Hegynek nevezték.